# Kamienica Margarety Grüder w Poznaniu
Kamienica Margarety Grüder – jedna z najokazalszych realizacji kamienicowych na terenie poznańskiego Łazarza, zlokalizowana przy ul. Strusia 3/3a (dawniej: Parkowa), niedaleko od ul. Głogowskiej.

## Charakterystyka
Obiekt pięciokondygnacyjny, wzniesiony dla pochodzącej z Berlina Margarety Grüder około 1900. Charakteryzuje się mocno plastyczną, rozedrganą fasadą z licznymi wykuszami i arkadami. Wybudowana w stylu eklektycznym, nawiązuje przede wszystkim do form gotyckich, w tym zwłaszcza instrumentarium obronnego. Uwagę zwracają liczne, bogato zdobione balkony. Użyto zarówno tynków szlachetnych, klinkieru, cegieł różnobarwnych, jak i kamienia. Według Marcina Libickiego jest to jeden z najlepszych w mieście przykładów zastosowania licowanej cegły w fasadzie kamienicy.
Kamienice projektowali Herman Böhmer i Paul Preul. W latach 30 XX wieku kamienica należała do kupca Oskara Stillera,
W pobliżu znajdują się inne istotne elementy architektury łazarskiej: Park Wilsona (z pomnikiem tego prezydenta), Kościół Matki Boskiej Bolesnej, Kościół św. Anny, Rynek Łazarski, domy urzędnicze, kamienica Suwalskich, czy budynek Publicznego Liceum Ogólnokształcącego KSW im. bł. Natalii Tułasiewicz (dawniej VIII LO).
Dojazd zapewniają tramwaje linii 5, 14 i 17 w kierunku pętli Górczyn do przystanku Park Wilsona.